# Leucas wightiana
Leucas wightiana là một loài thực vật có hoa trong họ Hoa môi. Loài này được Wall. ex Benth. mô tả khoa học đầu tiên năm 1830.